# Cyrtauchenius vittatus
Cyrtauchenius vittatus là một loài nhện trong họ Cyrtaucheniidae. Loài này phân bố ờ Algerije.